# François Firmin Trudaine
Pour les articles homonymes, voir Trudaine.
 (décembre 2023).
Si vous disposez d'ouvrages ou d'articles de référence ou si vous connaissez des sites web de qualité traitant du thème abordé ici, merci de compléter l'article en donnant les références utiles à sa vérifiabilité et en les liant à la section « Notes et références ».
François Firmin Trudaine (né à Amiens le 13 janvier 1679, mort à Paris le 4 janvier 1754) fut évêque de Senlis de 1714 à sa mort.

## Biographie
François Firmin Trudaine est issu d'une famille originaire de Picardie qui s'illustre avec Charles Trudaine, prévôt des marchands de Paris (1716-1720) et son fils Daniel-Charles Trudaine. Il est le fils de François Trudaine (†  1714) et de Marie-Anne de Chanteraine. Destiné à l'Église, il est chanoine et chancelier de Notre-Dame d'Amiens, puis vicaire général du diocèse avant d'être désigné comme évêque de Senlis en 1714. Il est confirmé en août et consacré en novembre par la cardinal Louis-Antoine de Noailles, archevêque de Paris. En 1726 il est pourvu en commende de l'abbaye de Fesmy dans le diocèse de Cambrai et en 1736 de l'abbaye de la Victoire à Senlis contre renonciation au prieuré de Bourg-Achard dans le diocèse de Rouen. Il réside essentiellement à Paris où il fait partie de la commission mixte chargée d'apaiser en 1752 les troubles avec le Parlement de Paris lors de l'affaire de Hôpital général de Paris et où meurt le 4 janvier 1754.